# Bovines Herpesvirus 1
Das Bovine Herpesvirus 1 (englisch Bovine alphaherpesvirus 1, BoHV-1 oder BHV1; Spezies Varicellovirus bovinealpha1) ist ein Alphaherpesvirus, welches bei Rindern und anderen Rinderartigen eine meist akut verlaufende, hoch ansteckende Viruserkrankung verursacht. Die respiratorische Form (Infektiöse Bovine Rhinotracheitis, IBR), welche am häufigsten auftritt, manifestiert sich in Form von Rhinitis und Tracheitis im oberen Atemtrakt. Die genitale Form kann beim weiblichen Tier eine Vulvovaginitis (Infektiöse Pustulöse Vulvovaginitis, IPV) und beim männlichen Tier Infektiöse Balanoposthitis (IBP, eine Eichelentzündung) hervorrufen. 
Die Erkrankung ist in Deutschland eine anzeigepflichtige Tierseuche.